# Alessandro Altobelli
Alessandro Altobelli (Sonnino, Latina, 28 de noviembre de 1955) es un exfutbolista italiano. Se desempeñaba en la posición de delantero.

## Carrera futbolística
Conocido como "Spillo" (aguja), por su espigada figura, Altobelli dio sus primeros pasos en el modesto equipo de la "Latina" en la serie C italiana donde pronto se destacó. Luego a los 18 años en 1974 paso al Brescia de la serie B donde el punta permaneció durante tres temporadas, demostrando su valía. Eugenio Bersellini, técnico del Internazionale, se había fijado en él y lo consideraba una pieza necesaria para reflotar a un Inter inmerso en una sequía de títulos. Fue un fijo en sus once temporadas como neroazurro desde 1977 a 1988 y su regularidad goleadora lo hacía indispensable en el once del conjunto interista. Altobelli anotó 15 goles y el Inter logró su duodécimo Scudetto tras nueve años de sequía en 1980. También obtuvo con Inter, dos Copas de Italia en 1978 y 1982, torneo donde fue el máximo anotador de su historia con 53 goles, récord no superado hasta el día de hoy. "Spillo" adorado por la hinchada interista, se despediría de su club en 1988 donde jugó 317 partidos y anotó 128 goles, todo un récord. Luego 
recalo en la Juventus, jugando una temporada y terminó su carrera en el club de sus inicios, el Brescia en 1990.

## Selección nacional
Fue internacional con la selección de fútbol de Italia en 61 ocasiones, marcando 25 goles y jugando dos mundiales. El primero en España 82 estuvo de suplente de Rossi y Graziani, jugando 3 partidos, entrando al minuto 79' contra Argentina en cuartos, también entró en el minuto 70' en la semifinal ante Polonia. Participó en la final entrando a los 7 minutos por el lesionado Francesco Graziani y quedó para siempre en la historia "azzurra" al anotar en tercer gol de Italia en la victoria 3-1 frente a los alemanes, obteniendo así la tercera copa del mundo para su país.
Para México 86 a sus 30 años, era ya titular insdicutible y la estrella de Italia, donde fue figura anotando 4 goles de los 5 totales que logró la "Nazionale", 1 gol a Bulgaria, uno a Argentina y dos a Corea del Sur, pero no pudo evitar la eliminación en octavos de final (0-2), frente a la Francia de Platini, Giresse y Rocheteau. Participó también en dos Eurocopas de Naciones, en la Euro 1980 disputada su país y la Euro 1988 en Alemania, donde anotó 1 gol frente a Dinamarca, en ambas Italia fue semifinalista.

### Participaciones en Copas del Mundo
| Mundial                        | Sede   | Resultado        | Partidos | Goles |
| ------------------------------ | ------ | ---------------- | -------- | ----- |
| Copa Mundial de Fútbol de 1982 | España | Campeón          | 3        | 1     |
| Copa Mundial de Fútbol de 1986 | México | Octavos de final | 4        | 4     |

### Participaciones en Eurocopas
| Mundial       | Sede     | Resultado     |
| ------------- | -------- | ------------- |
| Eurocopa 1980 | Italia   | Cuarto puesto |
| Eurocopa 1988 | Alemania | Semifinales   |

## Clubes
| Club           | País   | Año       |
| -------------- | ------ | --------- |
| U. S. Latina   | Italia | 1973-1974 |
| Brescia        | Italia | 1974-1977 |
| Internazionale | Italia | 1977-1988 |
| Juventus       | Italia | 1988-1989 |
| Brescia        | Italia | 1989-1990 |

## Palmarés

### Campeonatos nacionales
| Título      | Club           | País   | Año     |
| ----------- | -------------- | ------ | ------- |
| Copa Italia | Internazionale | Italia | 1977-78 |
| Serie A     | Internazionale | Italia | 1979-80 |
| Copa Italia | Internazionale | Italia | 1981-82 |

### Campeonatos internacionales
| Título                 | Club (*)            | País   | Año  |
| ---------------------- | ------------------- | ------ | ---- |
| Copa Super Clubes      | Internazionale      | Italia | 1981 |
| Copa Mundial de Fútbol | Selección de Italia | Italia | 1982 |

### Distinciones individuales
| Distinción                 | Año     |
| -------------------------- | ------- |
| Goleador de la Copa Italia | 1981-82 |